# Popillia molirensis
Popillia molirensis är en skalbaggsart som beskrevs av Ohaus 1897. Popillia molirensis ingår i släktet Popillia och familjen Rutelidae. Inga underarter finns listade i Catalogue of Life.